# Francisco Montero
Francisco Javier Montero Rubio (ur. 14 stycznia 1999 w Sewilli) – hiszpański piłkarz występujący na pozycji obrońcy w hiszpańskim klubie Atlético Madryt, którego jest wychowankiem. W trakcie swojej kariery grał także w takich zespołach, jak Deportivo La Coruña oraz Beşiktaş. Młodzieżowy reprezentant Hiszpanii.